# Abolition de l'esclavage en Guyane
L'abolition de l'esclavage en Guyane est proclamée une première fois le 4 février 1794 par la convention montagnarde, mais en 1802, le premier consul Napoléon Bonaparte le rétablit dans les colonies. Il faut alors attendre le 10 juin 1848 pour que soit à nouveau proclamée l'abolition, par le Commissaire général de la République André-Aimé Pariset, en application du décret du 27 avril 1848 initié par Victor Schœlcher,. L'émancipation effective des esclaves intervient deux mois plus tard, le 10 août 1848. Cette mesure met fin à près de deux siècles d'esclavage dans la colonie.

## Contexte historique

### L'esclavage en Guyane
La Guyane, colonisée par la France dès le XVIIe siècle, développe une économie de plantation (canne à sucre, cacao, coton, roucou, indigo). Les essais tentés avec des Amérindiens ou des Européens se sont avérés décevants. Seuls les Africains noirs, esclaves importés par la traite négrière, sont parvenus à défricher et à cultiver de 180 à 200 « habitations » le long de la côte.
En 1788, la colonie compte 10 563 esclaves noirs, 483 Libres de couleur (Noirs affranchis) et 1 346 colons blancs (auxquels s'ajoutent 400 militaires). De même, s'y trouvent encore 13 000 Autochtones. Parmi les esclaves, les hommes sont au nombre de 4 287, les femmes, 3 747, les jeunes garçons, 1 183, et les jeunes filles, 1 213 ; de plus, 133 esclaves sont recensés comme « marrons » (en fuite).

Les conditions de vie et de travail y sont particulièrement rudes, marquées par un taux de mortalité élevé et une forte résistance des populations asservies. Le territoire, vaste et couvert de forêt, favorise également le phénomène du marronnage,.

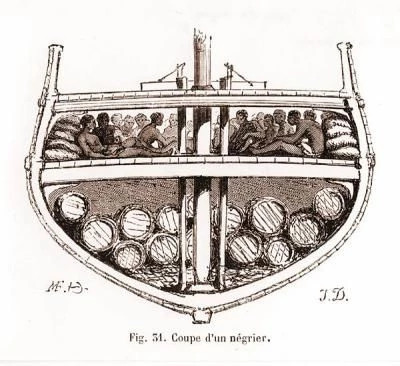
Coupe d'un navire négrier.
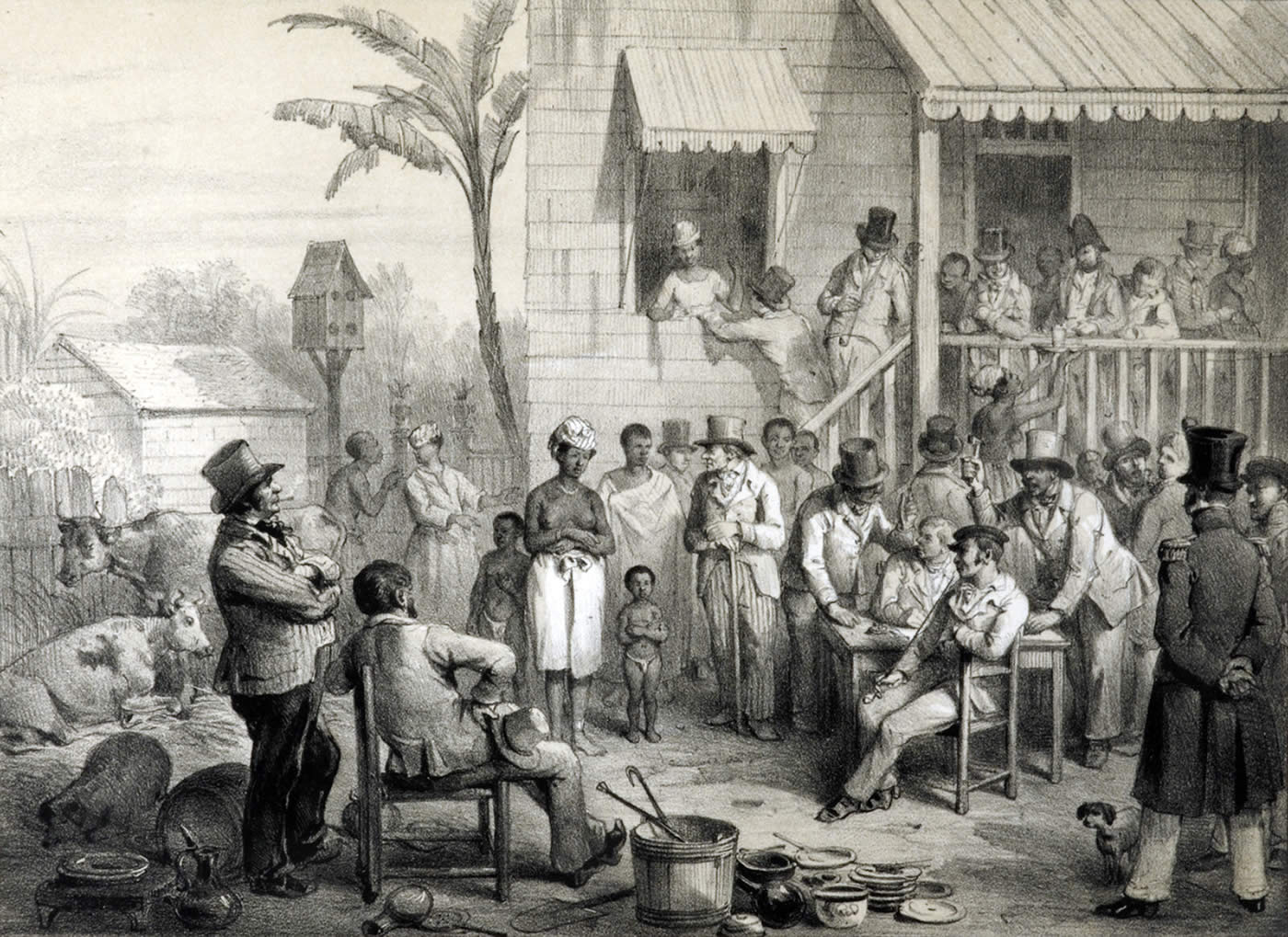
Vente d'esclaves dans la colonie voisine de Guyane néerlandaise.
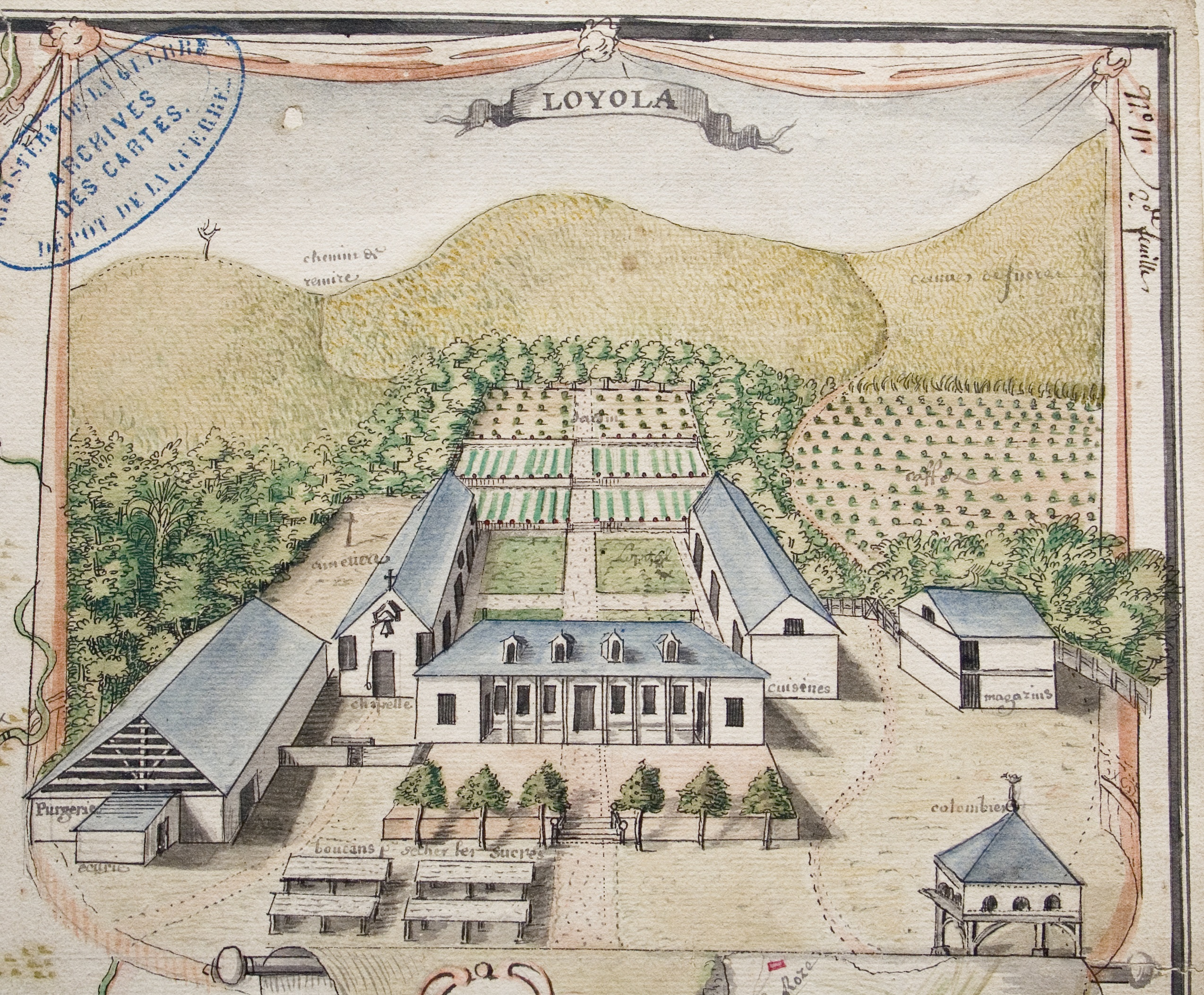
L'habitation Loyola en 1730 en Guyane, appartenant aux Jésuites.
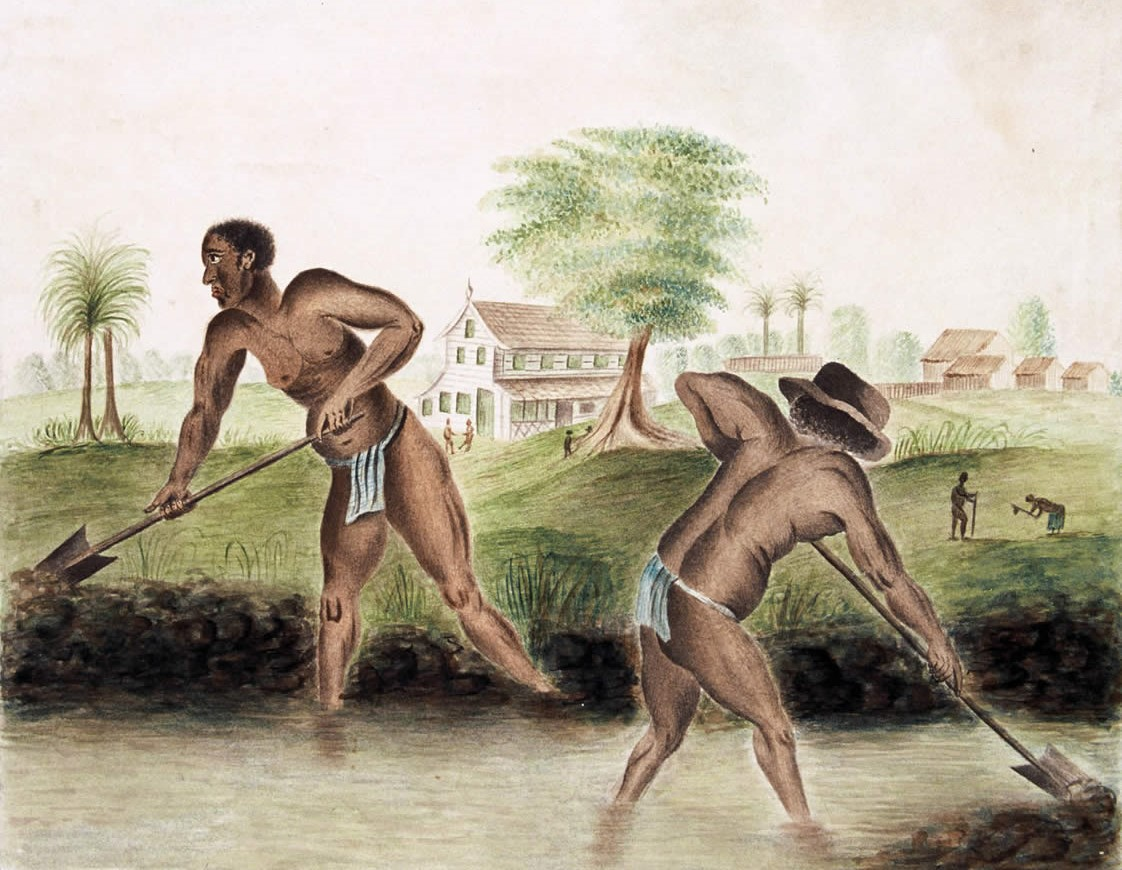
Esclaves creusant un canal en Guyane, fin XVIIIe siècle.

### Les résistances à l'esclavage
La résistance à l'esclavage prend diverses formes : révoltes, empoisonnements, sabotage, maintien de pratiques culturelles et spirituelles africaines et surtout le marronnage (évasion des plantations). Par sa localisation au sein de l'immense forêt amazonienne, la Guyane est la colonie française qui a connu le plus de fuites d'esclaves.

Les historiens distinguent deux sortes de marronnages : le « petit » et le « grand » marronnage. Le premier cas représente les fuites isolées et spontanées, qui généralement ne durent pas longtemps. Le second voit la constitution de communautés d'esclaves fugitifs (ancêtres des actuels Bushinengués pour certains groupes),. Face aux milices parties à la chasse aux marrons dans les confins de la forêt, les communautés s'adaptent en devenant itinérantes. En cas de capture, les esclavagisés sont châtiés selon les modalités prévues par le Code noir, allant des coups de fouet aux supplices mortels. Le marron Copéna a par exemple subi le supplice de la roue à Cayenne. Sa compagne, Claire, fut pendue sous les yeux de ses enfants.

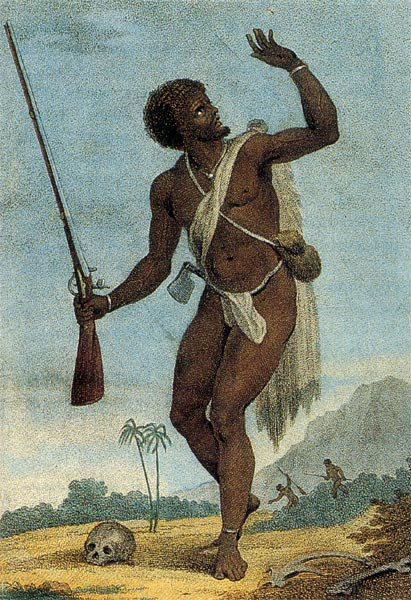
Esclave en fuite (marron) en Guyane néerlandaise. Gravure de 1796, par William Blake.
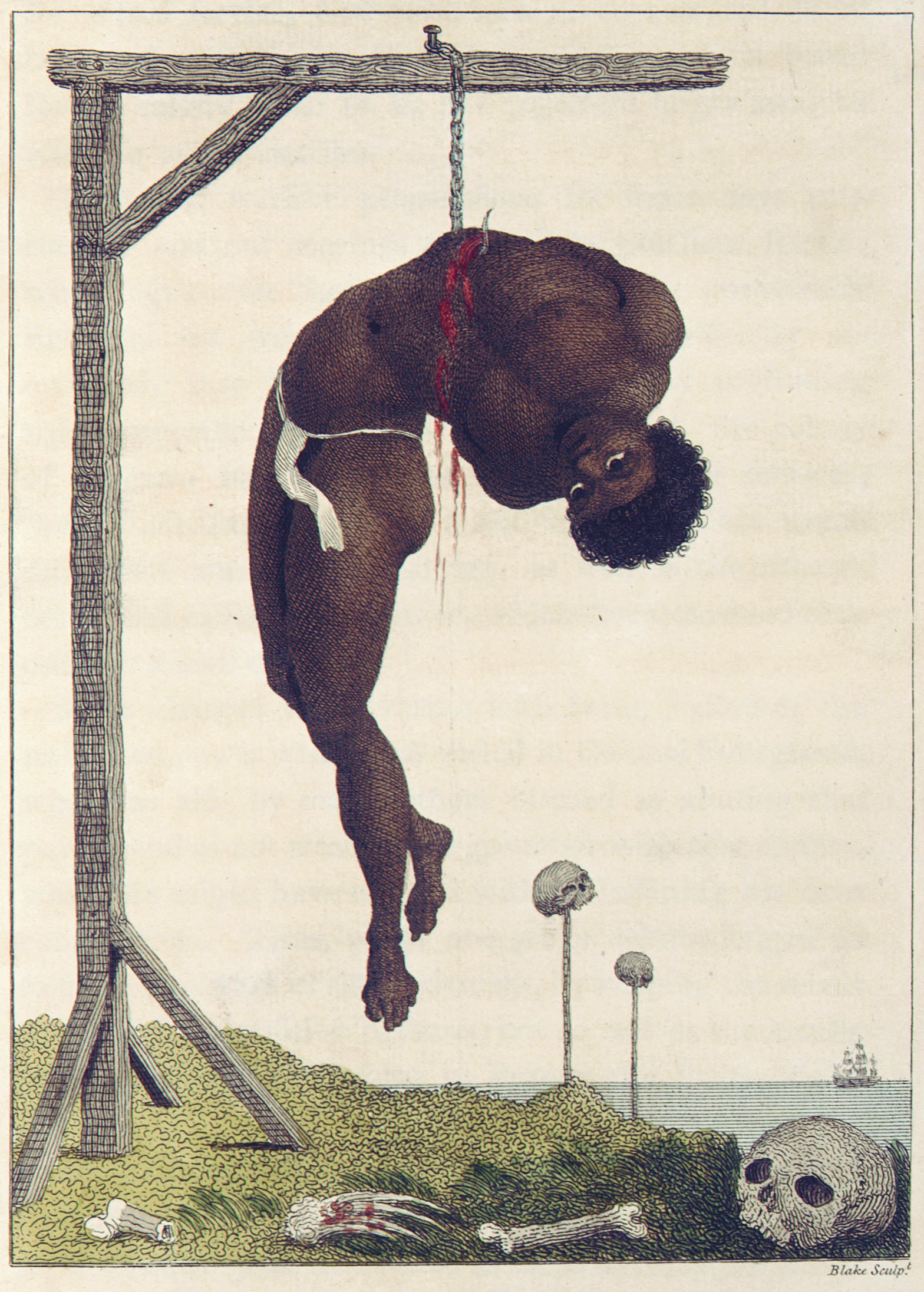
Châtiments infligés aux esclaves noirs révoltés en Guyane néerlandaise. Gravure de 1796, par William Blake.

## Expérience d'affranchissement graduel par La Fayette (1785-1793)

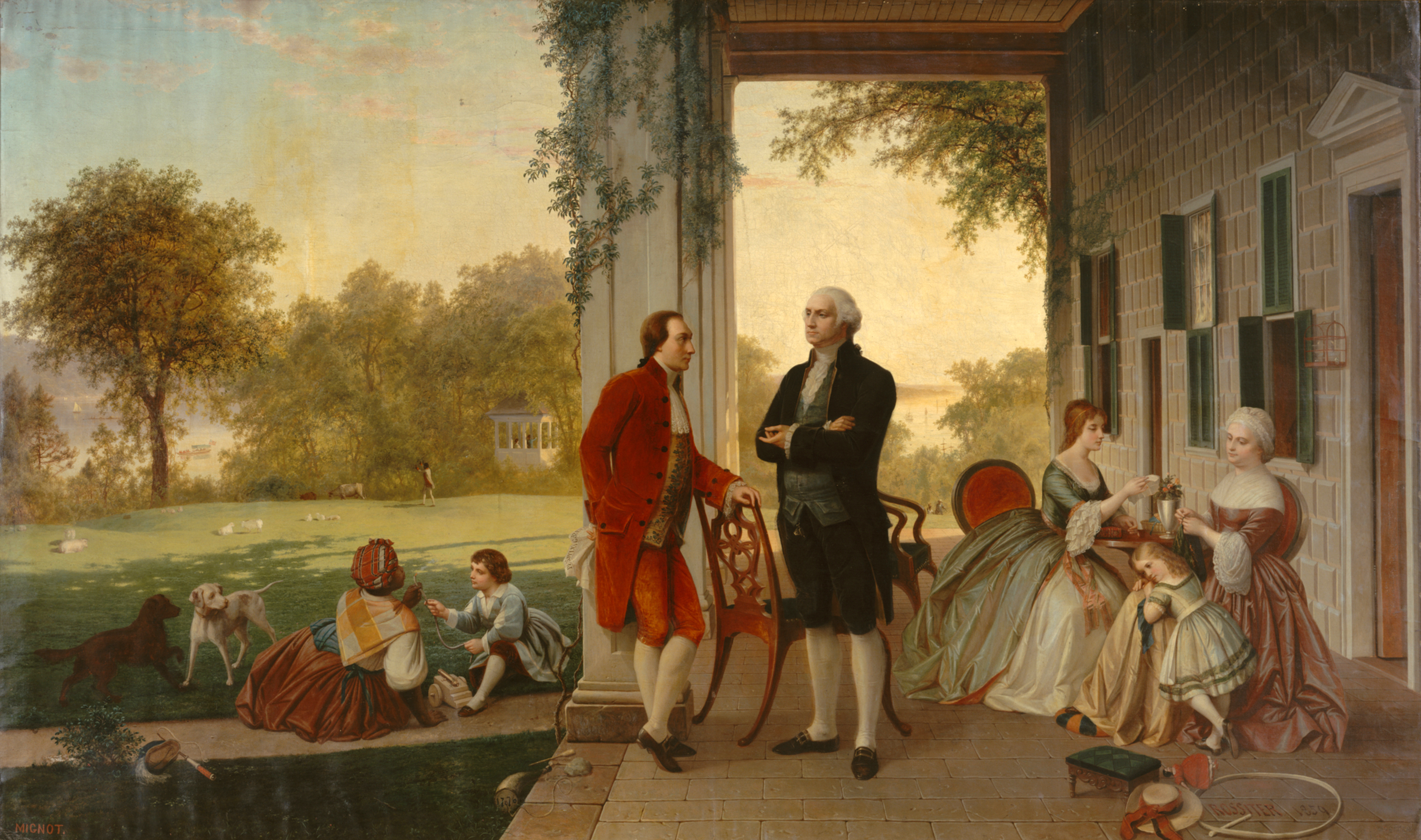
Rencontre entre La Fayette et Washington sur sa plantation de Mount Vernon (Virginie) en 1784.

Au cours de ses séjours en Virginie, l'anti-esclavagiste La Fayette a médité un projet consistant à abolir progressivement l'esclavage. Il espère ainsi prouver que si les Noirs sont payés pour leur labeur, scolarisés, et punis avec la même rigueur que les employés blancs, l'exploitation peut donner de meilleurs résultats en termes de productivité et de natalité que l'esclavage traditionnel,. Après avoir vainement tenté de convaincre George Washington, général américain et planteur esclavagiste, d'appliquer son projet aux États-Unis, La Fayette cherche en France des soutiens à son projet. Grâce au duc de Castries, il obtient que son projet soit soumis à Louis XVI. Ce dernier l'approuve et en autorise l'essai dans la colonie de la Guyane, allant même jusqu'à permettre qu'une expérience parallèle soit réalisée sur une propriété de la Couronne. Afin de contourner le puissant lobby des planteurs antillais favorable au maintien de l'esclavage, il est décidé de garder l'entreprise secrète.
En 1785, son compagnon de la guerre d'Amérique, Daniel Lescallier, est envoyé en Guyane en qualité d'Ordonnateur. Celui-ci avait en effet acquis une certaine expérience en administrant la Guyane hollandaise pendant l'occupation française, où il avait mené à bien quelques essais encourageants de travail libre. Sur place, il achète au nom de La Fayette plusieurs habitations agricoles (Maripa, Saint-Régis), sur lesquelles travaillent environ 70 esclaves noirs africains âgés de un à cinquante-neuf ans. En février 1786, dans un courrier à George Washington, La Fayette s'enthousiasme pour l'expérience : « j'ai acheté dans la colonie de Cayenne une plantation de cent vingt-cinq mille livres, et que je vais travailler à affranchir mes nègres, expérience qui est, vous le savez, mon rêve favori (hobby horse) ».
La direction du projet est confiée à l'ingénieur géographe Henri de Richeprey, dont le champ d'expérience comprend donc trois parties : des terres en culture à La Gabrielle (appartenant à l'État), une propriété d'élevage à la Maripa et une exploitation forestière à Saint-Régis. Dès le mois de septembre 1786, et conformément aux instructions de La Fayette, Richeprey considère tous les esclaves du domaine comme affranchis. Tandis que sa femme s'occupe des malades et des enfants, lui-même instruit les Noirs, expérimente des procédés de travail moins pénibles, préconise de nouvelles cultures et améliore la nourriture. En janvier 1787, dans un courrier à Lescallier, il se satisfait des premiers résultats encourageants : « Ils me surprennent souvent pas les preuves qu'ils me donnent de leur reconnaissance et par le zèle et l'intelligence avec laquelle ils travaillent ». Malheureusement, Richeprey meurt de la fièvre jaune un mois plus tard. Et comme il l'avait redouté, personne sur place ne poursuit l'expérience. Alors que La Rochefoucauld et Malesherbes souhaitaient suivre l'exemple de La Fayette en achetant eux aussi des plantations pour y affranchir les esclaves, des changements au ministère entrainent l'abandon de tous ces projets.
En 1793, La Fayette étant considéré comme émigré, tous ses biens sont confisqués, et ses Noirs qu'ils possèdent en Guyane vendus. De Chavaniac, où elle réside alors, sa femme Adrienne déplore cette vente, faisant remarquer que ceux-ci n'avaient été achetés que pour être rendus à la liberté après avoir été instruits, et non pour être revendus aux enchères, comme objets de commerce et de spéculation. Quant à La Fayette, même enfermé dans la prison à Magdebourg, il continue à se soucier du sort de ses Noirs : « Je ne sais ce qu'on aura fait de mon habitation à Cayenne ; mais j'espère que ma femme se sera arrangée pour que les noirs qui la cultivent conservent leur liberté ».

## Révolution française et première abolition (1794-1802)

### Révoltes
Quand éclate la Révolution française en 1789, les idéaux de liberté et d'égalité arrivent jusqu'aux esclaves. En effet, même si ceux-ci parlent créole et sont illettrés, la fréquentation journalière des maîtres permet aux domestiques de comprendre une partie des conversations en français. De plus, certains prêtres les tiennent informés de l'évolution des événements en métropole. Désirant accéder aux mêmes droits que les Blancs, des esclaves se révoltent. C'est le cas à l'Approuague en décembre 1790. Le colon Saint-Marcel est tué, ainsi que les frères Léanville et deux autres Blancs. De plus, les insurgés capturent cinq femmes blanches et deux soldats. Alors que la troupe est envoyée pour mater la rébellion, 40 révoltés s’enfuient dans les bois, mais sont repris. Le 7 janvier 1791, André Pomme, alors président en exercice de l'assemblée coloniale, félicite les officiers, sous-officiers et soldats pour leur conduite face aux « perfides esclaves ». En février, 7 révoltés sont jugés et exécutés. Le nègre Bazile déclarera à la veuve de Saint-Marcel : « N’avez-vous pas entendu parler de notre liberté ? »

### Première abolition

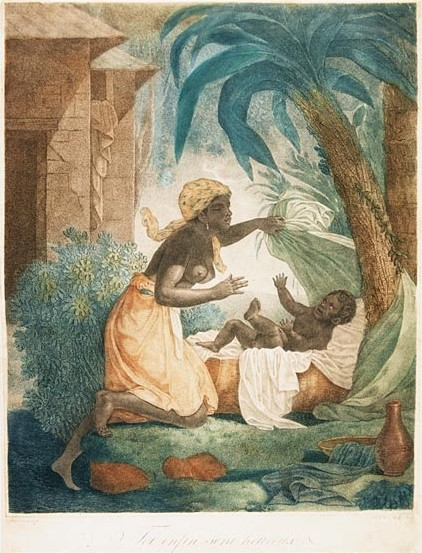
Toi enfin seras heureux, représentation de la première abolition de l'esclavage dans les colonies françaises en 1794.

Finalement, sous l'influence des idéaux révolutionnaires et des révoltes dans les colonies, notamment à Saint-Domingue, la Convention nationale, dirigée par les Montagnards, abolit une première fois l'esclavage dans les colonies le 4 février 1794 (décret du 16 pluviôse an II). Cet affranchissement général ne prévoit pas d'indemnités pour les esclavagistes.
Le 14 juin 1794, le commissaire civil Georges Jeannet-Oudin proclame le décret de l’abolition immédiate dans toute la Guyane. Si les colons ne manifestent pas d’opposition, certains quittent la colonie. En revanche, le bataillon de la Guyane s’y oppose. En conséquence, le commissaire renvoie en France son commandant, ainsi que quelques officiers et soldats. Le 16 juin, Jeannet annonce le droit de retour accordé aux esclaves en fuite (marrons) et l'accueil par l’habitation de la République des infirmes et orphelins isolés. Pour lui, le travail ne doit plus être imposé mais librement consenti entre les « nouveaux libres » et les propriétaires d’habitations. au moyen d'un contrat. Ce système doit permettre de continuer la production des denrées coloniales, indispensables à la vie économique de la Guyane.

L’Assemblée coloniale publie ensuite, le 6 juillet 1794, une Adresse à ses nouveaux Frères :

« Citoyens frères et amis, Longtemps opprimés sous le joug de la tyrannie, vous avez été réintégrés dans la jouissance de tous vos droits. Ces droits sont la liberté, l’égalité, la sûreté, la propriété ; leur garantie repose sur ce principe sacré : ne fais pas à autrui ce que tu ne voudrais pas qu’on te fît [...]
La Nation, en brisant vos fers, vous a appris à faire des sacrifices ; combien ne lui en coûte-t-il pas dans cette lutte pénible de la liberté contre la tyrannie ! Vous vous montrerez aussi généreux qu’elle. Vous lui donnerez le fruit de vos travaux et de vos sueurs en alimentant son commerce et son industrie [...]. »

Pendant 15 jours, les nouveaux libres célèbrent par des danses l'abolition de l'esclavage. Désormais citoyens et égaux aux Blancs, les hommes disposent du droit de vote. De nouvelles élections sont alors organisées pour l'Assemblée coloniale : deux métis y sont élus, de même qu’un ancien esclave, Hector Ménénius, le seul Noir sachant lire et écrire.
Les nouveaux libres, devenus des « cultivateurs », concluent des contrats de travail avec leurs anciens maîtres. Bien que le numéraire fasse défaut en Guyane, ils optent majoritairement pour le salariat. Selon la classe de travailleurs, ils touchent initialement entre 300 et 500 livres par an. L'employeur conserve toutefois les deux tiers de la paie car il fournit à toutes les dépenses. Le volume horaire des travailleurs est également diminué d'un quart. Des tensions persistent malgré tout entre les cultivateurs et les propriétaires d'habitations, le commissaire civil constatant la « rapacité » de ces derniers. Un certain nombre de Noirs quittent aussi les plantations pour s’établir à leur compte en cultivant des terrains abandonnés ou en élevant des volailles ou des porcs. Ces exploitations individuelles sont interdites par les administrateurs car elles privent les planteurs blancs de leur indispensable main-d’œuvre. Elles sont donc détruites à plusieurs reprises, et plusieurs règlements sont établis pour rappeler aux nouveaux libres « leurs véritables obligations ».
Le 7 avril 1795, le commandant François Maurice Cointet, qui remplace le commissaire Jeannet parti en métropole, crée un bataillon noir, dirigé par un capitaine blanc et formé de plusieurs centaines de nouveaux libres.
Les retards de salaires, qui plus est en diminution, ainsi que les difficultés d’approvisionnement, la cherté de la vie, la crainte d'un rétablissement de l'esclavage et les mesures prises pour maintenir les cultivateurs dans leurs ateliers entrainent des mécontentements au sein de la population noire. Le 29 janvier 1796, un complot, auquel participent quelques Blancs, est réprimé à Cayenne. Dix-neuf condamnations à mort sont prononcées, dont quatre par contumace, le chef noir Hector Ménénius, membre de l’Assemblée coloniale et treize autres Noirs, ainsi qu’un Blanc, l’armurier Dubart, sont exécutés par pendaison, la guillotine n’ayant jamais été installée en Guyane. Quatre Blancs, membres de l’Assemblée coloniale, sont condamnés à la déportation. Selon l'historien Yves Bénot, les auteurs de cette tentative d’insurrection, peut-être inspirés par l'exemple de Saint-Domingue, cherchaient à obtenir l’indépendance de la Guyane, qui serait passée aux mains des Noirs.
À cette époque, la Guyane française sert aussi de refuge aux esclaves évadés de la colonie voisine de Guyane néerlandaise (Suriname), qui peuvent ainsi jouir de la liberté. De même, des prises de navires négriers faites par des corsaires français amènent en Guyane de nombreux captifs noirs libérés : 585 en 1797-1798, et 1 210 en 1800 et 1801.
En décembre 1798, contestant le refus de les admettre au rang d’officier, des soldats et sous-officiers mulâtres fomentent une mutinerie, qui est avortée. Quatre condamnations à mort et d’autres sentences sont commuées par le nouveau commissaire Étienne Laurent Pierre Burnel en peines de prison et déportation au Sud de la Guyane. Le chef du complot, Ferrère, membre de la Société des Amis des Noirs, condamné à mort, est gracié ; un autre Blanc, Brutus Magnier, suspecté d’avoir participé au projet, est renvoyé en France, sans jugement.

## Rétablissement de l'esclavage par Napoléon Bonaparte (1802)

### Rétablissement progressif
À partir de 1802, huit ans après la première abolition de l'esclavage, le premier consul Napoléon Bonaparte rétablit l'esclavage dans les colonies françaises. En Guyane, ce retour en arrière est acté par un arrêté consulaire du 7 décembre 1802, complété localement par Victor Hugues dans une circulaire du 29 mai 1803.
En théorie, la loi du 20 mai 1802 qui rétablit la traite négrière, et maintient l'esclavage, dans les colonies où l'abolition de 1794 n'avait pu être appliquée (Martinique, Tobago, Sainte-Lucie, La Réunion et l'Île de France) ne s'applique pas à la Guyane. Cependant, la volonté de rétablissement est réelle. Dans un courrier de juin 1802, le ministre de la Marine, Denis Decrès, ordonne au gouverneur Victor Hugues, arrivé le 6 janvier 1800 en Guyane et réputé pour sa brutalité, de considérer tous les Noirs qui arriveront à Cayenne comme des esclaves, afin de relancer la traite négrière.

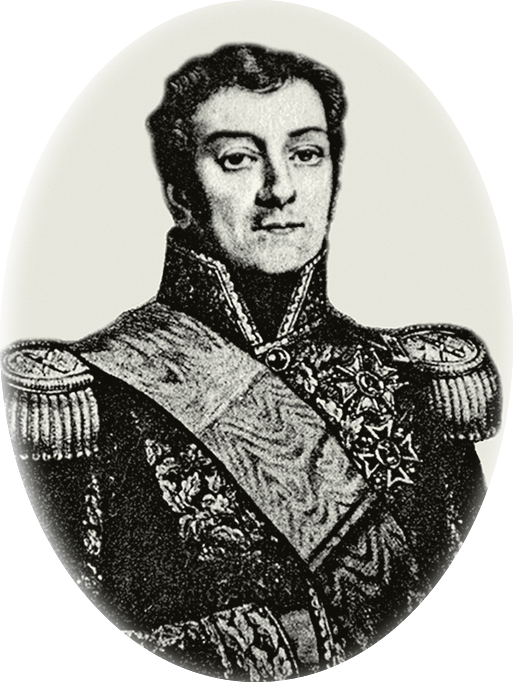
Victor Hugues, commissaire et planteur qui fait appliquer le rétablissement de l'esclavage en Guyane.

De son côté, Victor Hugues fait supprimer les salaires versés par les propriétaires aux travailleurs libres, et force ces derniers à rester dans les habitations, sous le contrôle de commissaires de quartier autorisés à infliger des « punitions proportionnées aux fautes ». Dans un courrier du 12 octobre 1802, il confirme au ministre de la Marine que « L’esclavage et la traite des Noirs sont nécessaires dans la colonie », en prétextant que « La situation de ces malheureux est-elle donc plus heureuse en Afrique ». Il va même jusqu'à mentionner une pseudo-famine qui aurait touchée les nouveaux libres en raison de l'abolition.
Le 7 décembre 1802, les trois consuls, Bonaparte, Cambacérès et Lebrun, prennent un arrêté officialisant le rétablissement de l'esclavage en Guyane. Celui-ci prévoit que les anciens esclaves affranchis en 1794 soient « conscrits » (irrévocablement attachés au sol sur lequel ils travaillent), et que ceux arrivés après dans la colonie soient soumis aux dispositions du Code noir de 1685.
En janvier 1803, Victor Hugues déclare au ministre de la Marine avoir rétabli l’esclavage, et détruit des bandes de marrons des quartiers d’Approuague, Roura, Kourou, Sinnamary qui s’y trouvaient depuis 12 à 20 ans. 173 d’entre eux ont été remis à leurs anciens maîtres avec ordre de les enchaîner et de leur confier les travaux les plus durs. D'autres sont enfermés dans un bagne où ils sont attachés à la chaîne pour une période allant de trois à douze mois, Victor Hugues estimant que cette « mesure est préférable à leur traduction devant les tribunaux ».
Puis, dans une circulaire du 29 mai 1803, il incorpore les « conscrits » dans le régime des « esclaves », et autorisent leurs employeurs à les vendre à compter du 20 juin 1804. Il oblige également les affranchis de 1794 qui avaient acquis des propriétés « à rembourser à leurs anciens propriétaires le prix de leur liberté [...], faute de quoi ils seront rendus à leurs derniers propriétaires, ainsi que la propriété qu’ils auraient acquise ». Entre 1803 et 1804, 357 cas de rachats de liberté ont été recensés, la procédure ayant été ensuite suspendue par Hugues jusqu'en 1806 devant le grand nombre de demandes. Ce nombre est infime comparé au 12 000 à 13 000 personnes (dont 25 % d'enfants) retournées en situation d'esclavage. Concernant les hommes noirs engagés dans les bataillons militaires, 200 d'entre eux obtiendront leur affranchissement au bout de huit ans de service, à condition de se réengager pour une durée équivalente. En revanche, les autres sont voués à la conscription rurale.
La traite négrière est également relancée. Le 18 janvier 1804, Victor Hugues va même jusqu'à monter une expédition pour rétablir la liaison de la Guyane avec le comptoir de traite des esclaves de Gorée. De 1803 à 1808, 1 311 captifs sont à nouveau importés (854 pour la seule année 1806).
La brutalité de Victor Hugues entraine un développement à marche forcée de l'agriculture, au profit d'une minorité de colons et de métropolitains. En 1809, un nombre record de 234 habitations possèdent au moins 10 esclaves. Quant à la valeur totale des exportations, elle est de 2 455 958 francs entre 1802 et 1807, et passe à 1 510 000 francs pour la seule année 1809. Victor Hugues lui-même se crée une importante plantation sur le canal de Torcy, qu’il a fait creuser pour relier Cayenne au quartier de l’Approuague.

### Remise en cause du statut des «anciens libres»
Les « Libres de couleur » sont les esclaves qui avaient été affranchis avant la Révolution. Au nombre d'environ 500 (4% de la population), ils voient aussi leur statut remis en cause. Victor Hugues les obligent à produire leur acte d’affranchissement individuel dans un délai d’un mois, faute de quoi ils sont intégrés dans la « conscription des quartiers ». Également, il leur interdit de « vaguer », de louer des logements en ville, de colporter des marchandises, de porter les noms des Blancs, de prendre les titres de « citoyen » ou de « monsieur », de composer ou vendre des remèdes.

### Reprise du marronnage

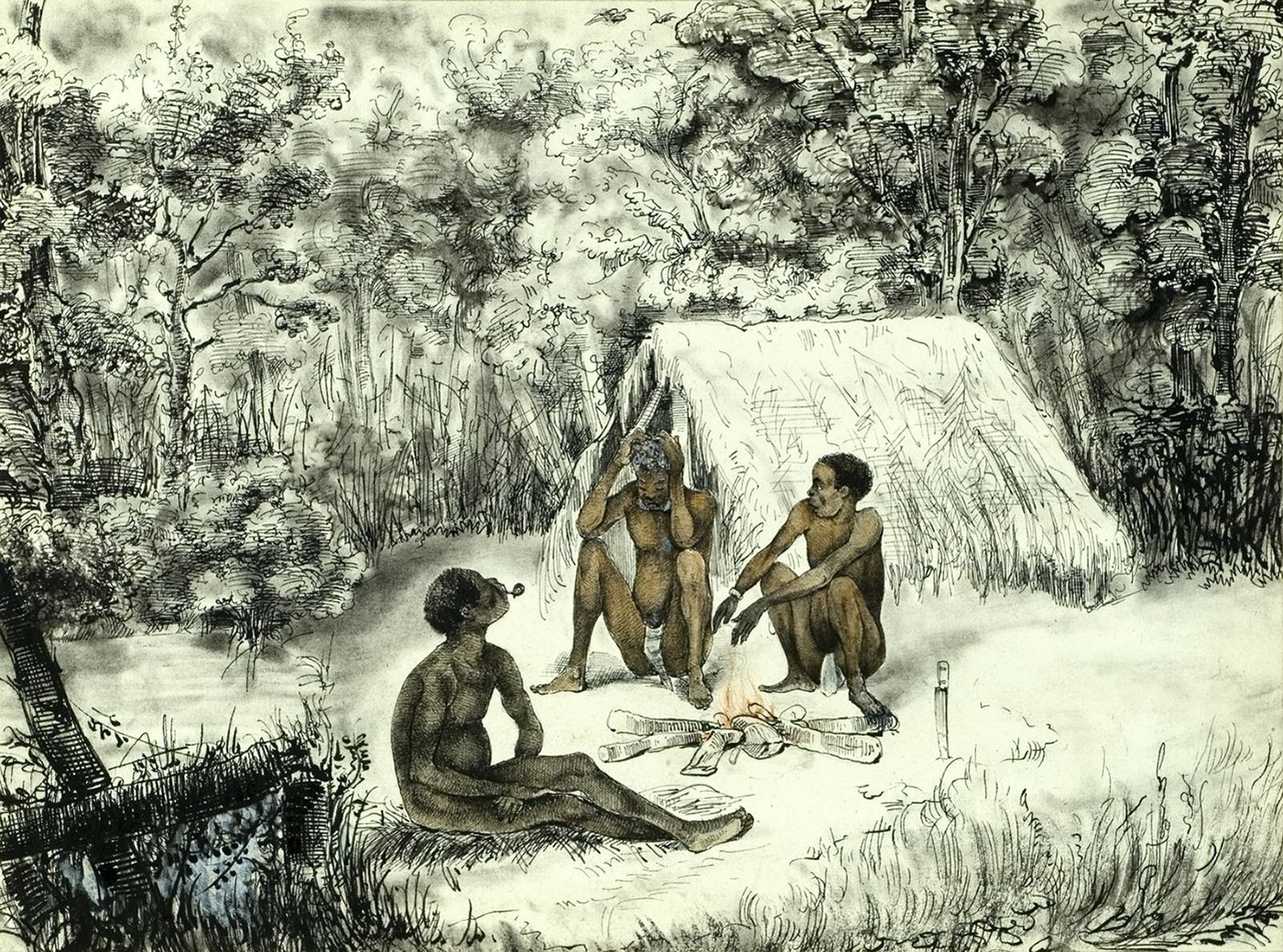
Trois Nègres marrons, en Guyane néerlandaise, par Théodore Bray, 1841.

Malgré la mise en place d'une juridiction d’exception pour punir tout acte de révolte, ainsi que les renforts demandés pour la milice locale, une partie de la population noire, entre 2 et 3 000 personnes, refuse ce retour en arrière et s'enfuit à son tour dans les forêts, parfois très loin. Ce marronnage perdure jusque dans les années 1820.
Les fugitifs s'établissent sur le haut des rivières Approuague, Comté, Macouria, Sinnamary, Tonnégrande, dans des refuges situés à distance des zones habitées par les Blancs, mais assez proches pour permettre aux marrons de faire des razzias sur les habitations pour s’y procurer des vivres et garder le contact avec les esclaves. Considérés par les Blancs comme des criminels féroces, nombre d'entre eux sont exterminés lors d’expéditions répressives. En 1808 par exemple, Simon Frossard, après cinquante ans en marronnage, est décapité à coups de sabre, et sa tête est longtemps exposée à Cayenne, « aux regards de tous les nègres comme un épouvantail ». Malgré la brutalité de la répression, les groupes se reconstituent rapidement.
De plus, au long du XIXe siècle, deux groupes marrons formés en Guyane néerlandaise (Suriname) s'installent sur la rive du Maroni revendiquée par la France (la frontière est alors encore en cours de négociation avec les Pays-Bas). Ce sont d'abord les Alukus, qui font ce choix pour prendre leurs distances avec les Aukans. Puis, pendant la ruée vers l'or, les Saramacas s'établissent eux aussi du côté français du Maroni.

## Révolution de 1848 et seconde abolition

### Déroulement

#### L'attente du décret
La Révolution française de 1848 et la proclamation de la Deuxième République ravivent en Guyane l'espoir d'une abolition définitive. Le décret du 27 avril 1848, préparé par la commission présidée par Victor Schœlcher, stipule une abolition dans un délai de deux mois après sa promulgation dans chaque colonie.

#### La proclamation par le Commissaire Pariset

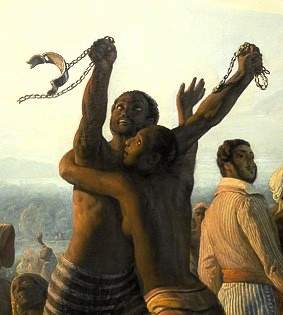
Abolition de l'esclavage dans les colonies françaises en 1848.

Le Commissaire général de la République en Guyane, André-Aimé Pariset, reçoit le décret et le proclame officiellement le samedi 10 juin 1848 à Cayenne,. La formule rapportée est : « Citoyens, en vertu du décret de la République du 27 avril 1848, au nom du peuple français, nous proclamons l'abolition de l'esclavage à la Guyane française »,. Contrairement à la Martinique et à la Guadeloupe où des insurrections précipitent l'abolition effective en mai, en Guyane, le délai de deux mois est respecté. Ainsi, l'émancipation devient effective le 10 août 1848,. Environ 12 500 à 13 043 personnes sont alors libérées.

#### Tensions avec les États frontaliers
La loi nouvelle applicable sur les territoires français implique que tout esclave touchant le sol français est déclaré libre (privilège datant de 1315), ce qui va provoquer la fuite massive des esclaves placés sous la coupe des grands propriétaires néerlandais et brésiliens. Ces derniers réagissent très violemment, et, en mai 1851, entrent en territoire français, à Mapa, pour récupérer 200 esclaves en fuite, ce qui va ranimer le problème des limites entre les territoires français, brésiliens et hollandais.

#### L'indemnisation des propriétaires d'esclaves
Prévue dans le décret de 1848, un loi est votée le 30 avril 1849 (alors que Louis-Napoléon Bonaparte a été élu président), afin d'indemniser les propriétaires d'esclaves. Ce sont ainsi 126 millions de francs or (équivalent de près de 27 milliards d'euros en 2021) qui sont versés pour la perte des 250 000 travailleurs serviles. En Guyane, la valeur pécuniaire des anciens esclaves est fixée à 624 francs or par individu. Les anciens esclaves, eux, ne reçoivent aucune réparation.

### Les acteurs principaux

#### Victor Schœlcher (1804-1893)
Victor Schœlcher est le principal artisan du décret d'abolition du 27 avril 1848, son action est fondamentale dans la fin légale de l'esclavage dans les colonies françaises.

#### André-Aimé Pariset
André-Aimé Pariset est le commissaire général de la République en Guyane (1846-1851), il est chargé de la proclamation et de la mise en œuvre de l'abolition en Guyane. Il supervise la transition, notamment l'enregistrement des nouveaux libres.

#### Les esclaves émancipés
Par leur attente active et leur aspiration à la liberté, nourrie par des décennies de résistance et l'expérience de la première abolition, ils sont les principaux bénéficiaires et acteurs silencieux de cet événement. Beaucoup quittent les plantations dès l'annonce de leur liberté effective, en quête d'autonomie.

### Conséquences

#### Conséquences immédiates
- Libération d'environ 12 500 à 13 000 personnes[3],[17] et leur accession à la citoyenneté française.
- Désertion importante des plantations par les nouveaux libres, qui refusent souvent les conditions de travail proposées par leurs anciens maîtres[21],[22].
- Profonde désorganisation de l'économie de plantation, qui peine à trouver une main-d'œuvre de remplacement[22].
- L'État français indemnise les anciens propriétaires d'esclaves pour la perte de leur « propriété » (loi du 30 avril 1849)[19],[18].

#### Réorganisation sociale et économique
- Développement de petites exploitations agricoles familiales par les nouveaux libres.
- Recherche de nouvelles sources de main-d'œuvre : tentatives d'immigration de travailleurs (Afrique, Madère, Asie), mais avec un succès limité comparé aux Antilles ou à La Réunion.
- La découverte d'or en Guyane à partir de 1855 attire une partie de la main-d'œuvre et modifie durablement l'économie et la société guyanaise[23].
- Parallèlement, la Guyane devient une terre de bagne à partir de 1852, ce qui aura des conséquences complexes sur le développement du territoire[24].

#### Impact culturel et mémoriel
- Le 10 juin est la date de commémoration de l'abolition de l'esclavage en Guyane, officialisée comme jour férié par la loi du 30 juin 1983[25]. Ce choix du 10 juin (date de la proclamation) plutôt que du 10 août (date d'effectivité) a été fait notamment pour des raisons pratiques, en particulier vis-à-vis du calendrier scolaire.
- Des monuments et lieux de mémoire, comme le Mémorial des Libres et Citoyens de 1848 à Cayenne, rappellent cet événement et honorent les noms des affranchis.

## Historiographie
L'histoire de l'esclavage et de son abolition en Guyane a été étudiée par plusieurs historiens. Les travaux mettent en lumière les spécificités de l'esclavage en Guyane, notamment l'importance du marronnage et les difficultés de l'économie de plantation. L'accent est de plus en plus mis sur la résistance des esclaves et leur rôle dans la transformation de la société post-abolition,,,.